# 伊予富士
伊予富士（いよふじ）是位在愛媛縣和高知縣的山。標高1,756公尺。屬於四國山地西部的石鎚山地。日本三百名山之一。

## 概要
包含伊予富士的石鎚山地一帶被指定為石鎚國定公園。雖非獨立峰，但是從西側望狀似富士山。 

## 關連項目
- 鄉土富士
- 日本三百名山